# Universitatea Babeș-Bolyai
Universitatea Babeș-Bolyai (adesea abreviat UBB; în maghiară Babeș-Bolyai Tudományegyetem; în germană Babeș-Bolyai Universität) este o instituție de învățământ superior de stat, cu sediul în Cluj-Napoca, în Sediul Universității. Poartă numele a doi oameni de știință proeminenți din Transilvania, microbiologul Victor Babeș și matematicianul maghiar János Bolyai. Oferă programe de studiu pe trei linii principale, în limba română, limba maghiară și limba germană, dar și module de studiu în engleză, franceză și italiană.
Universitatea Babeș-Bolyai este cea mai veche instituție de învățământ superior din România, fiind succesoare a Colegiului Iezuit din Cluj, înființat în anul 1581. Este, totodată, cea mai mare universitate din țară, având un număr de aproximativ 50.000 de studenți înscriși la toate nivelele academice și o comunitate academică de aproape 55.000 de persoane. Ocupă prima poziție în metaranking-ul universităților din România alcătuit de Ministerul Educației și apoi continuat de asociația cercetătorilor români Ad Astra, începând cu prima ediție din 2016 și până în prezent.

## Istoric

Coperta cărții din 1742 scrisă de Andreas Matis și intitulată Peregrinus Catholicus de peregrina unitaria religione, din care reiese faptul că, la acea vreme, Academia Claudiopolitană era denumită "Universitatas Claudiopolitana".

Istoria universității clujene a început în 1581, cu înființarea Academiei Claudiopolitane Societatis Jesu, de către principele Transilvaniei Ștefan Báthory, care putea oferi titlurile universitare/academice de baccalaureus, magister și doctor. În perioada 1698-1786 aceasta a purtat titulatura de Universitas Claudiopolitana (vezi coperta cărții Peregrinus Catholicus de peregrina unitaria religione, scrisă de Andreas Matis și publicată în 1742), și avea predare în limbile latină și germană. După 1786, în locul acesteia au apărut două instituții cu statut semi-universitar (acestea putând oferi titlul de bacalaureus și magister, dar nu pe cel de doctor): Institutul Chirurgical-Medical și Academia de Drept.
În anul 1872 a fost fondată Universitatea Franz Joseph, cu predare în limba maghiară, care a inclus cele două instituții semi-universitare ce existau înainte. Tradiția academică a perioadei maghiare a universității este împărtășită cu cea a Universității din Szeged din Ungaria. 
În 1919, Universitatea Maghiară a fost transformată în Universitatea Regele Ferdinand I. Universtiatea Românească și cea Maghiară, derivate din Universitatea Regele Ferdinand I și din Universitatea Franz Joseph din Cluj, au fost unite în anul 1959 sub numele de Universitatea Babeș-Bolyai.

### Nume
Victor Babeș a fost un medic și biolog român de renume, unul din fondatorii microbiologiei moderne, profesor la Universitatea Regele Ferdinand I. Numele de „Bolyai” este derivat de la o familie renumită de matematicieni maghiari din Transilvania, János și Farkas Bolyai.

### Evoluție
Dezvoltarea UBB poate fi observată și prin prisma creșterii numărului de studenți, cadre didactice, facultăți și specializări înregistrată de-a lungul timpului.

Evoluția în timp a universității

| An   | Număr de studenți | Cadre didactice | Facultăți | Specializări |
| ---- | ----------------- | --------------- | --------- | ------------ |
| 1938 | 3.094             | 115             | 4         | 9            |
| 1971 | 14.438            | 648             | 8         | 36           |
| 1989 | 5.940             | 626             | 7         | 19           |
| 1992 | 12.247            | 826             | 11        | 55           |
| 2019 | 44.940            | 2.852           | 21        | 243          |
| 2021 | 48.620            | 2.454           | 22        | 506          |

### Numismatică
La împlinirea a 100 de ani de învățământ superior românesc la Cluj, Banca Națională a României a pus în circulație, la 30 septembrie, 2019, în atenția numismaților, o monedă aniversară de argint, cu titlul de 999‰, având valoarea nominală de 10 lei. Moneda este rotundă, are diametrul de 37 de milimetri și greutatea de 31,103 de grame. Cantul monedei este zimțat, întregul tiraj de 300 de exemplare fiind de calitate proof.

## Campus

### Grădina Botanică "Alexandru Borza"

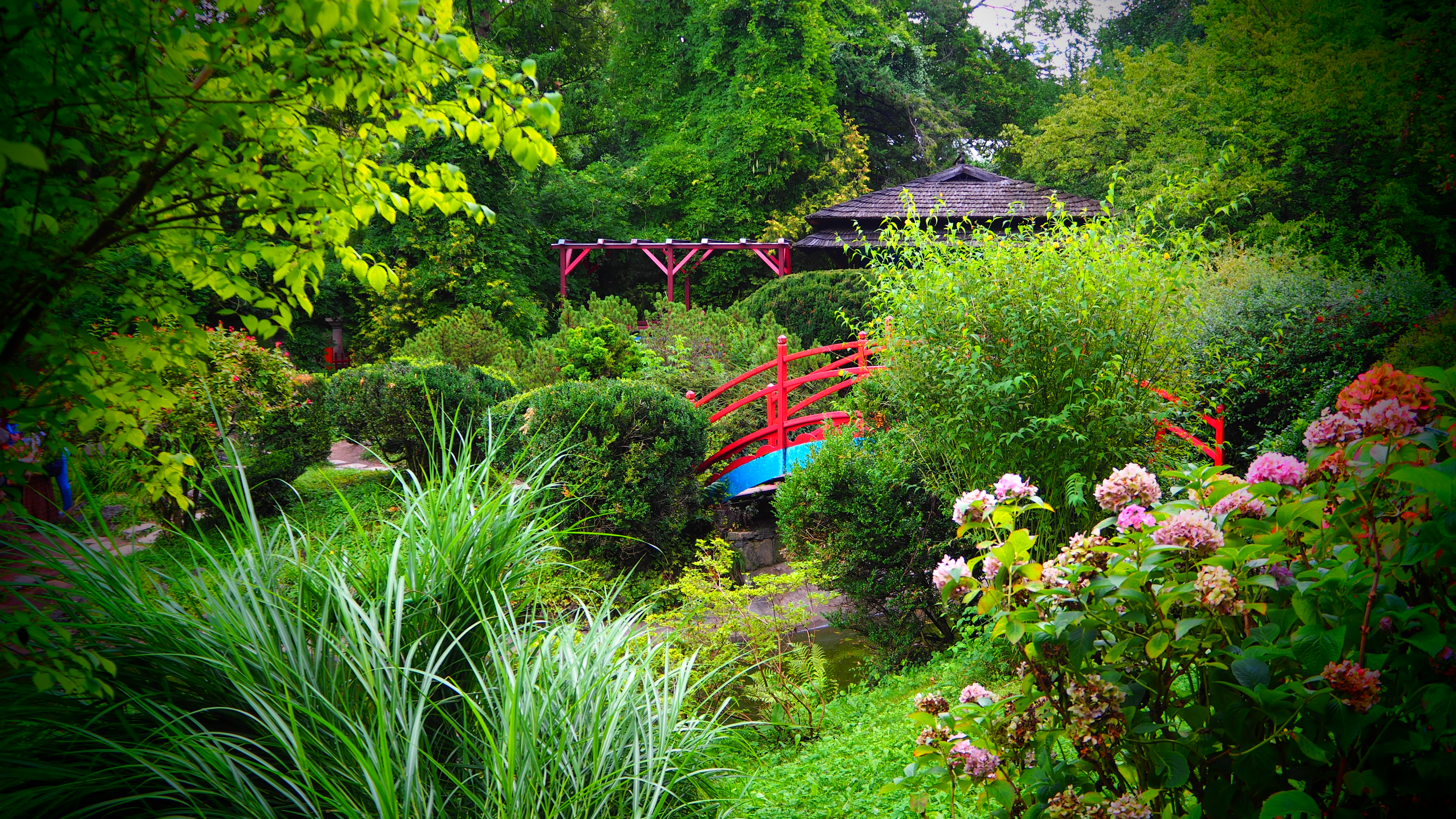
Grădină în stil japonez din Cluj-Napoca

În secolul al XIX-lea au apărut primele demersuri pentru organizarea unei grădini mari cu plante la Cluj. Terenul de cca. 3 ha de pe strada Republicii a fost donat de groful Imre Mikó Societății Muzeale din Ardeal, la sfârșitul secolului al XIX-lea, și a ajuns o grădină botanică cu sere și cu multe legături externe.
Grădina Botanică "Alexandru Borza" a început să prindă contur și să se transforme în ceea ce reprezintă ea în prezent abia în anul 1920, când profesorul de botanică și academicianul Alexandru Borza a fost însărcinat cu realizarea unui plan al noii grădini. Sub conducerea academicianului clujean au fost achiziționate noi teritorii și s-a început amenajarea sectoarelor, a serelor, a grădinilor și a aleilor.
Grădina Botanică din Cluj este subordonată Universității Babeș-Bolyai. În prezent, grădina se întinde pe 14 ha, unde cresc peste 10.000 de specii de plante din toate zonele lumii. Aici se mai poate vizita Muzeul Botanic cu 6.900 de piese, și tot aici se găsește și Herbarul Universității cu 635.000 de coli de herbar cu plante din întreaga lume. Grădina Botanică este împărțită în mai multe compartimente: ornamental, fitogeografic, sistematic, economic și medicinal.

### Parcul Sportiv Universitar "Prof. dr. Iuliu Hațieganu"
Parcul Sportiv Universitar "Prof. dr. Iuliu Hațieganu" sau "Babeș" (după vechea denumire), situat pe malul Someșului, a fost înființat între anii 1930–1932, la inițiativa lui Iuliu Hațieganu. Proiectul inițial al parcului a fost premiat la "Expoziția de arhitectură sportivă" de la Jocurile Olimpice din Berlin (1936) cu medalia de bronz. Are o sală de atletism de 60 m, cu 8 culoare, 3 săli de sport pentru fotbal, tenis, baschet și volei. În aer liber, pe lângă terenurile de fotbal și de tenis, există și un teren de rugby înconjurat de pista din material sintetic pentru atletism, unde se face jogging. Există 2 bazine de înot, unul pentru copii și unul mare (50 × 20,6 m).
În prezent, în parc își desfășoară activitatea didactică toți studenții Facultății de Educație Fizică și Sport; activează catedrele de Educație Fizică de la celelalte facultăți ale UBB; își desfășoară antrenamentele sportivii de la toate secțiile Clubului "Universitatea"; foști sportivi universitari de performanță, precum și numeroase alte persoane dornice de mișcare.

### Observatorul Astronomic
Activitatea astronomică a universității are o tradiție de mai bine de 80 de ani, primele observații de acest gen fiind făcute în primul Observator Astronomic al Universității, construit în 1920 și 1934. Din 1982, observatorul își desfășoară activitatea într-o nouă clădire situată în partea de sud a Grădinii Botanice. Observatorul beneficiază și de o bibliotecă care conține mai mult de 16.000 de titluri și care este deschisă zilnic. Echipamentul tehnic cuprinde un refractor cu diametrul obiectivului de 15 cm, o lunetă de pasaj, o stație de urmărire a sateliților artificiali, un laborator foto, o rețea de calculatoare cu conectare la Internet, precum și alte instrumente de măsură necesare activității specifice.
Observatorul Astronomic este vizitat în fiecare an de aproximativ 1.000 de persoane, aceasta în condițiile în care Observatorul, deschis publicului în anul 2008, are program de vizitare doar în zilele de vineri și sâmbătă, în funcție de condițiile meteorologice.

### Biblioteca Centrală Universitară "Lucian Blaga"

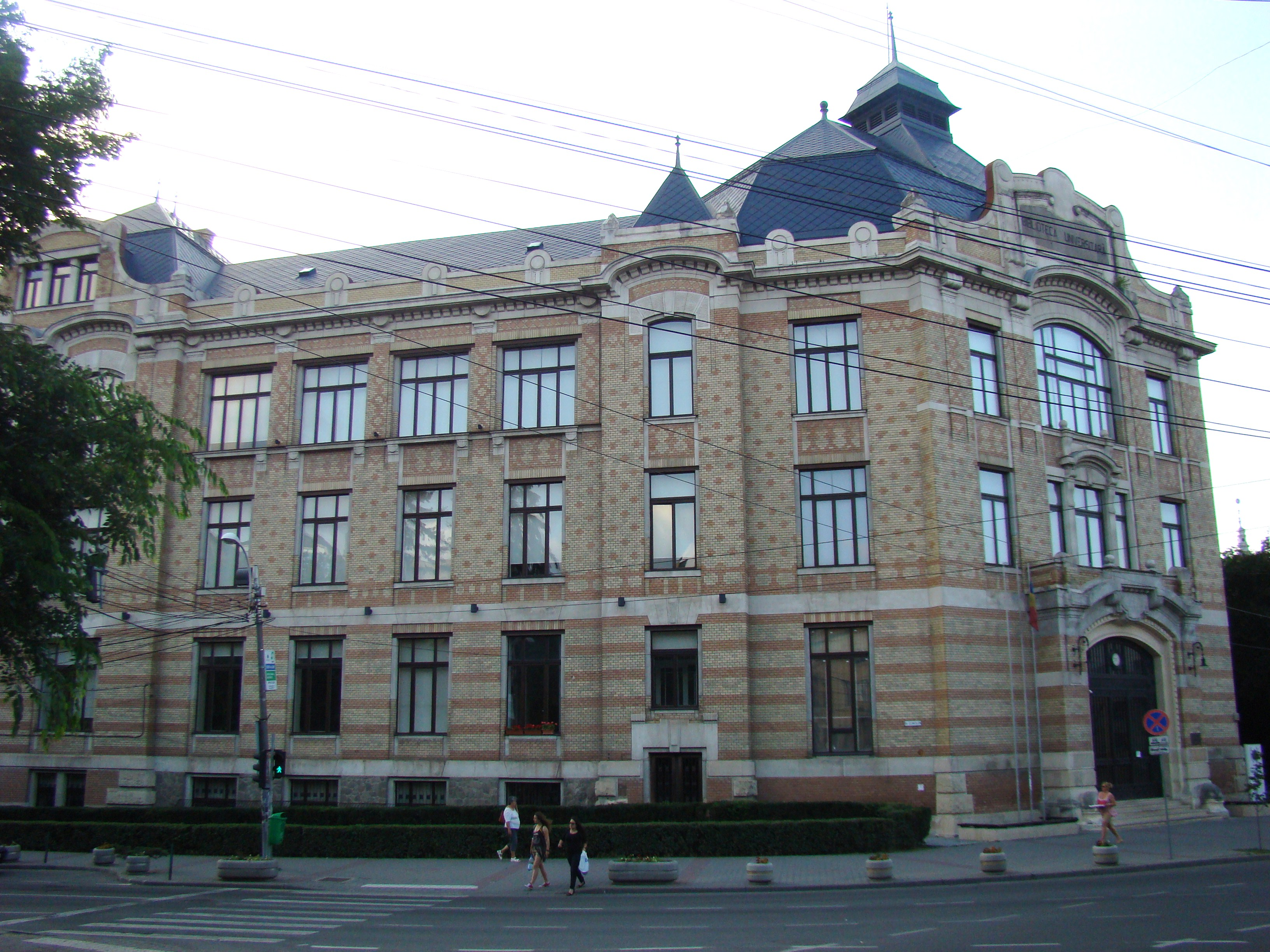
Biblioteca Centrală Universitară din Cluj-Napoca

Biblioteca Centrală Universitară "Lucian Blaga" este cea mai mare bibliotecă din Transilvania. Fondul BCU cuprinde peste 3,8 milioane de volume și deservește cei aproximativ 400.000 de cititori care trec pragul bibliotecii anual. Biblioteca deține și un caracter muzeal, datorită profilului său enciclopedic, cultural și științific, precum și datorită dreptului de depozit legal.

### Muzeul de Mineralogie
Muzeul de Mineralogie care funcționează în cadrul Catedrei de Mineralogie a Facultății de Biologie și Geologie a Universității Babeș-Bolyai a fost conceput inițial ca loc de studiu și aprofundare a cunoștințelor pentru studenții geologi și specialiști în domeniu. Începând cu anul 2002, Colecția didactică de minerale și roci și-a deschis porțile publicului larg. Muzeul deține în prezent un număr de aproximativ 16.500 de eșantioane (dintre care în jur de 12.500 de minerale, peste 3.700 de geme prelucrate și 223 de meteoriți) grupate în 13 colecții, expuse în 36 de vitrine.

### Muzeul Zoologic
Înființat în 1859, ca o secție a Asociației Muzeului Ardelean, Muzeul Zoologic de acum are peste 300.000 de exponate. Din punct de vedere al valorii științifice și al numărului de exemplare deținute, Muzeul Zoologic din Cluj-Napoca ocupă locul al doilea ca importanță, după Muzeul "Gr. Antipa" din București. Muzeul de la parterul Facultății de Biologie se compune din expoziția propriu-zisă, o secție a colecțiilor științifice, accesibilă doar specialiștilor, și rezerva muzeului, de unde se completează expoziția. Sunt expuse speciile autohtone, dar și multe exponate din fauna exotică.

### Muzeul de Istorie al Universității
Muzeul Universității Babeș-Bolyai a fost înființat la inițiativa Rectoratului UBB în aprilie 2001, cu scopul de a pune în valoare istoria deosebit de bogată a învățământului universitar clujean de-a lungul secolelor, activitatea profesorilor și studenților care au frecventat diferitele facultăți, dar mai ales contribuțiile deosebite ale intelectualilor din Transilvania la patrimoniul culturii și științei mondiale. Patrimoniul Muzeului de Istorie al Universității Babeș-Bolyai numără în prezent peste 1.000 de piese (documente originale și în facsimil, fotografii, cărți poștale, diferite aparate științifice, medalii, publicații ale profesorilor universitari etc.).

### Muzeul de Paleontologie și Stratigrafie
Muzeul de Paleontologie și Stratigrafie funcționează în cadrul Departamentului de Geologie al Universității Babeș-Bolyai, având o istorie îndelungată și o bogată tradiție științifică. S-a constituit ca și colecție academică în 1919, preluând parțial din colecțiile Universității "Franz Joseph" (inaugurată în 1872). Colecțiile au fost ulterior reorganizate și îmbogățite cu eșantioane donate de profesorii și studenții geologi. Schimburile efectuate cu muzee și colecționari din țară și străinătate contribuie și ele la diversificarea continuă a patrimoniului muzeal.
În prezent, muzeul deține peste 50.000 de eșantioane, dintre care aproximativ 30.000 sunt expuse permanent.

### Vivariul
Deschis în anul 2001, Vivariul Universității Babeș-Bolyai expune o colecție permanentă de animale vii găzduite si îngrijite în condiții asemănătoare cu cele din mediul lor natural. De asemenea, se pot vizita și expoziții temporare cu tematici diferite.

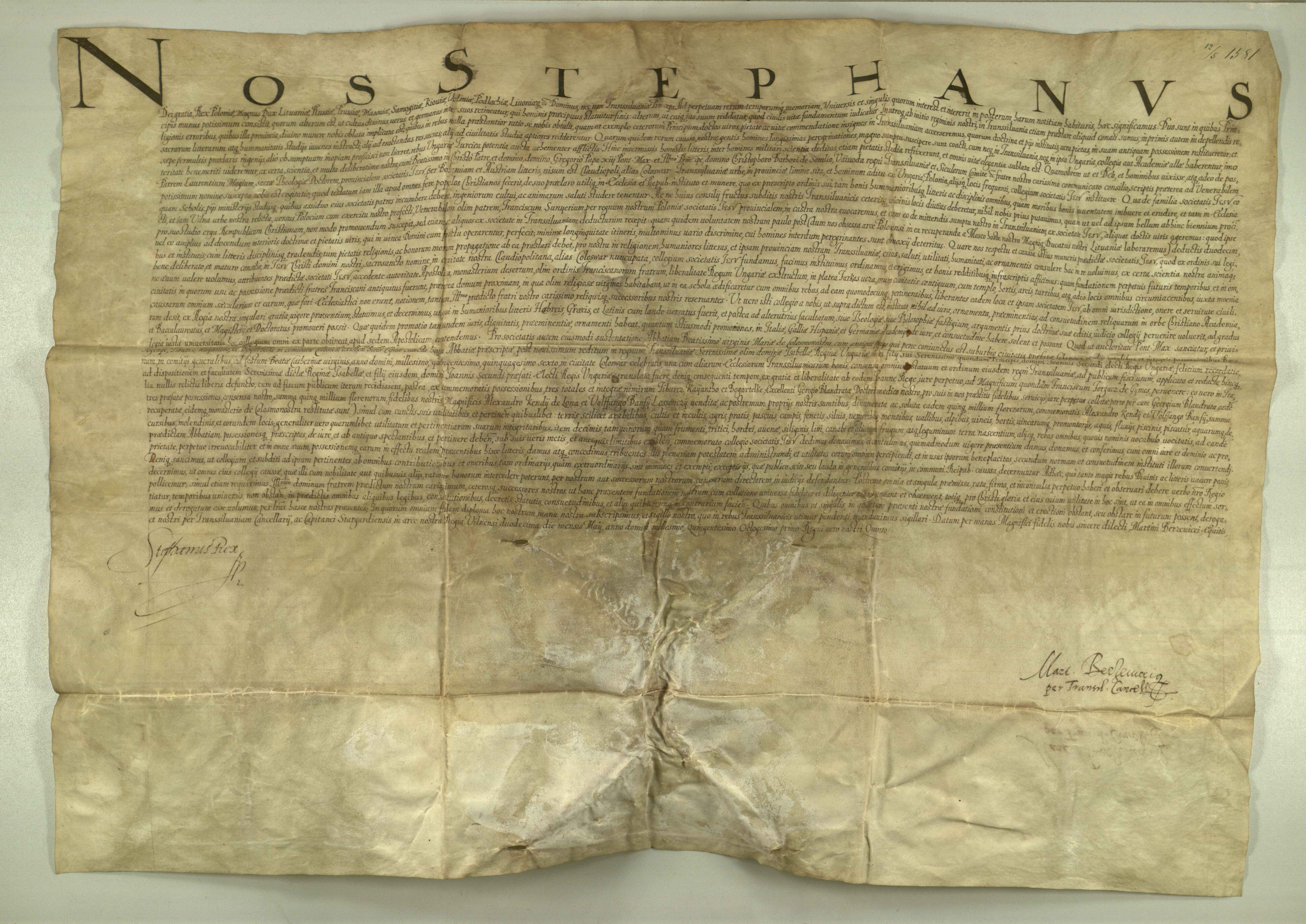
Diploma semnată de Ștefan Bathory, datând din 1581, prin care stabilește Academia Claudiopolitană Societatis Jesu din Cluj, cu dreptul de a conferi titlurile universitare/ academice de baccalaureus, magister și doctor.

### UBB Radio
UBB Radio Online este un post de radio studențesc cu o grilă de program destinată studenților.

## Organizare și administrare

### Caracterul multicultural
Universitatea „Babeș-Bolyai” se remarcă prin caracterul său multicultural. Astfel, dintre cele 21 de facultăți ale universității, 19 oferă programe de studii în limba română, 17 în limba maghiară, 10 în limba germană și 2 în limba engleză. În două dintre facultăți (Teologie Reformată și Teologie Romano-Catolică), programele de studii se desfășoară exclusiv în limba maghiară. Dintre specializările oferite, 98 sunt în limba română, 52 în limba maghiară, 14 în limba germană și 4 în limba engleză. Această structură multiculturală se reflectă și în programele postuniversitare, precum și în rețeaua celor 12 extensii universitare din Transilvania.

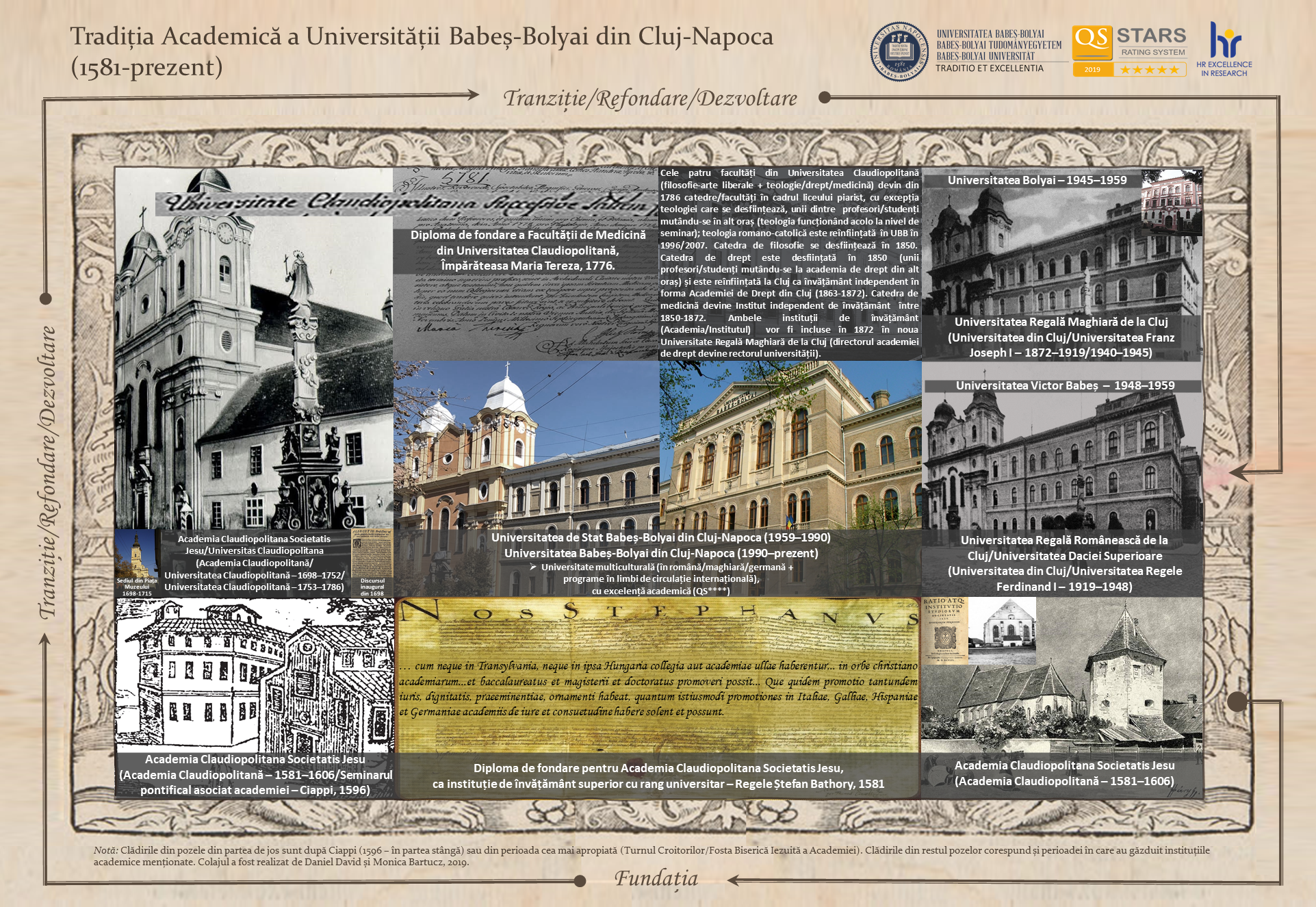
Tradiția academică a Universității „Babeș-Bolyai”

În cadrul fiecărei facultăți dintre cele 21 existente la nivelul universității (cu excepția a patru facultăți unde nu există linii de studiu în limba maghiară sau limba germană și a două facultăți unde nu există linie de studiu în română), un prodecan aparține, după caz, minorității maghiare sau germane, având responsabilitatea și obligația coordonării activității liniilor de studiu proprii.

## Învățământ și cercetare

### Facultăți
Lista facultăților și a specializărilor din cadrul UBB:

### Colegii
Lista colegiilor afiliate facultăților UBB:
| Facultate                                                         | Colegiu |
| ----------------------------------------------------------------- | --- |
| Facultatea de Matematică și Informatică:                          | Colegiul de Informatică, Miercurea Ciuc |
| Facultatea de Fizică                                              | Colegiul de Tehnică Medicală și Exploatarea Aparaturii Medicale, Zalău |
| Facultatea de Chimie și Inginerie Chimică                         | Colegiul Tehnici de Laborator (Asistate de Calculator), Cluj-Napoca |
| Facultatea de Geografie                                           | - Colegiul de Cartografie, Cluj-Napoca - Colegiul de Topografie, Gheorgheni - Colegiul de Topografie, Zalău - Colegiul de Activități Turistice, Cluj-Napoca - Colegiul de Activități Turistice, Gheorgheni - Colegiul de Activități Turistice, Zalău - Colegiul de Activități Turistice, Bistrița - Colegiul de Activități Turistice, Sighetu Marmației - Colegiul de Economia Comerțului, Sighetu Marmației - Colegiul de Activități Turistice, Sighișoara |
| Facultatea de Știința și Ingineria Mediului                       | - Colegiul de Fizica Mediului, Dej - Colegiul de Tehnici de Laborator (Protecția Mediului), Turda - Colegiul de Fizica Mediului (Știința Mediului), Sighetu Marmației |
| Facultatea de Psihologie și Științe ale Educației                 | - Colegiul de Institutori Învățământ Primar, Aiud - Colegiul de Institutori Învățământ Primar și Preșcolar, Cluj-Napoca - Colegiul de Institutori Învățământ Preșcolar, Năsăud - Colegiul de Institutori Învățământ Primar, Oradea - Colegiul de Institutori Învățământ Primar, Odorheiu Secuiesc - Colegiul de Institutori Învățământ Primar, Satu Mare - Colegiul de Institutori Învățământ Primar, Sibiu - Colegiul de Institutori Învățământ Primar, Sighetu Marmației - Colegiul de Institutori Învățământ Primar și Preșcolar, Târgu Mureș - Colegiul de Institutori Învățământ Primar, Târgu Secuiesc - Colegiul de Institutori Învățământ Primar, Toplița - Colegiul de Institutori Învățământ Primar, Zalău |
| Facultatea de Științe Economice și Gestiunea Afacerilor           | - Colegiul de Economia Comerțului, Cluj-Napoca - Colegiul de Contabilitate, Cluj-Napoca |
| Facultatea de Științe Politice, Administrative și ale Comunicării | - Colegiul de Administrație Publică Locală, Bistrița - Colegiul de Administrație Publică Locală, Cluj-Napoca - Colegiul de Administrație Publică Locală, Satu Mare - Colegiul de Administrație Publică Locală, Sfântu Gheorghe |
| Facultatea de Business                                            | Colegiul de Economia Întreprinderii, Sfântu Gheorghe |
| Facultatea de Educație Fizică și Sport                            | Colegiul de Măiestrie Sportivă și Acrobatică, Bistrița |

## Activități studențești
Organizația Studenților din UBB (OSUBB) a fost înființată în 24 martie 1997 în scopul reprezentării drepturilor și interesele tuturor studenților din universitate. Pe lângă aceasta, UBB mai are 29 de organizații studențești și 20 de cluburi studențești. La nivelul universității și al facultăților mai există și consilii ale studenților.

## Performanțe
UBB ocupă, de obicei, prima poziție între universitățile din România în evaluările internaționale majore. În anul 2016, Ministerul Educației și Cercetării a comisionat realizarea Metaranking-ului Universitar, prin combinarea ranking-urilor internaționale recunoscute de IREG . Începând cu prima ediție, UBB ocupă prima poziție în acest Metaranking. Conform Metarankingului Universitar – 2021 realizat de Asociația Ad Astra, Universitatea Babeș-Bolyai ocupă locul 1 din 31 (în România). În 2021, Ministerul Educației a propus o nouă metodologie pentru a realiza metaranking-ul universităților și un nou clasament, pe baza acesteia. UBB a ocupat din nou prima poziție.  În anul 2019, auditul academic al organizației britanice QS STAR a evaluat UBB ca o universitate internațională de excelență în activitatea didactică și de cercetare (QS****). În anul 2021, în urma unui audit similar realizat de aceeași companie, UBB a devenit prima universitate din România care a fost clasificată ca o universitate de 5 stele, ceea ce este echivalentul unui universități de prestigiu mondial .

### Burse
Premiile „Excellentia” sunt acordate de UBB atât actualilor studenți și profesori din mediul academic, cât și foștilor absolvenți.

## Personalități notabile

### Rectori
- 1919–1920: Sextil Pușcariu (Facultatea de Litere și Filosofie);
- 1920–1921: Vasile Dumitriu (Facultatea de Drept);
- 1921–1922: Dimitrie Călugăreanu (Facultatea de Științe);
- 1922–1923: Iacob Iacobovici (Facultatea de Medicină);
- 1923–1924: Nicolae Bănescu (Facultatea de Litere și Filosofie);
- 1924–1925: Camil Negrea (Facultatea de Drept);
- 1925–1926: Gheorghe Spacu (Facultatea de Științe);
- 1926–1927: Ioan Minea (Facultatea de Medicină);
- 1927–1928: Gheorghe Bogdan-Duică (Facultatea de Litere și Filosofie);
- 1928–1929: Emil Hațieganu (Facultatea de Drept);
- 1929–1930: Emil Racoviță (Facultatea de Științe);
- 1930–1931: Iuliu Hațieganu (Facultatea de Medicină);
- 1931–1932: Nicolae Drăganu (Facultatea de Litere și Filosofie);
- 1932–1940: Florian Ștefănescu-Goangă (Facultatea de Litere și Filosofie);
- 1940–1941: Sextil Pușcariu (Facultatea de Litere și Filosofie);
- 1941–1944: Iuliu Hațieganu (Facultatea de Medicină);
- 1944–1945: Alexandru Borza (Facultatea de Științe);
- 1945–1951: Emil Petrovici (Facultatea de Litere și Filosofie);
- 1951–1956: Raluca Ripan (Facultatea de Chimie);
- 1956–1968: Constantin Daicoviciu (Facultatea de Istorie-Filosofie);
- 1968–1976: Ștefan Pascu (Facultatea de Istorie și Filosofie);
- 1976–1984: Ion Vlad (Facultatea de Filologie);
- 1984–1989: Aurel Negucioiu (Facultatea de Științe Economice);
- 1990–1993: Ionel Haiduc (Facultatea de Chimie);
- 1993–2004: Andrei Marga (Facultatea de Studii Europene);
- 2004–2008: Nicolae Bocșan (Facultatea de Istorie și Filosofie);
- 2008–2012: Andrei Marga (Facultatea de Studii Europene);
- 2012–2020: Ioan-Aurel Pop (Facultatea de Istorie și Filosofie);
- 2020-prezent: Daniel David (Facultatea de Psihologie și Științe ale Educației).

### Absolvenți celebri
- Anatol Baconsky (1925–1977), eseist, poet, prozator, publicist, teoretician literar și traducător
- Daniel Barbu (n. 1957), istoric și ministru al Culturii
- Pavel Bartoș (n. 1975), actor și prezentator de televiziune
- Ákos Birtalan (1962–2011), ministru al Turismului
- Emil Boc (n. 1966), prim-ministru al României și primar al municipiului Cluj-Napoca
- Ion Cârja (1922–1977), prozator și deținut politic
- Victor Ciorbea (n. 1954), prim-ministru al României, primar general al Capitalei și Avocat al Poporului
- Corneliu Coposu (1914–1995), politician
- Daniel David (n. 1972), psiholog și Rector al UBB
- Augustin Deac (1928–2004), istoric
- Gavril Dejeu (n. 1932), prim-ministru al României
- Vasile Dîncu (n. 1961), ministru al Administrației și Dezvoltării Regionale
- Ștefan Augustin Doinaș (1922–2002), poet, eseist, traducător, deținut politic, academician și politician
- Ioan Dzițac (n. 1953), profesor de matematică și informatică
- György Frunda (n. 1951), politician
- Dumitru Găleșanu  (n. 1955), scriitor și poet-filosof postmodern
- Ioan Gyuri Pascu (1961-2016), muzician și actor
- Eduard Hellvig (n. 1974), director al Serviciului Român de Informații, ministru al Turismului și vicepreședinte al Camerei Deputaților
- Emil Hurezeanu (n. 1955), scriitor și publicist
- Sandra Izbașa (n. 1990), gimnastă
- Sándor Kányádi (n. 1929), poet
- Hunor Kelemen (n. 1967), ministru al Culturii și președinte UDMR
- Laura Codruța Kövesi (n. 1973), procuror șef al Direcției Naționale Anticorupție
- George Coșbuc (1866–1918), poet, critic literar și traducător
- Alexandru Lupaș (1942–2007), matematician
- George Maior (n. 1967), director al Serviciului Român de Informații și ambasador al României în Statele Unite ale Americii
- Virgil Ioan Mănescu (1913–1995), politician
- Klaus Iohannis (n. 1959), președinte al României și primar al municipiului Sibiu
- Iuliu Maniu (1873–1953), prim-ministru al României
- Nicolae Massim (1909–1981), regizor de teatru
- Daniel Morar (n. 1966), procuror șef al Direcției Naționale Anticorupție și judecător la Curtea Constituțională a României
- Ion I. Moța (1902–1937), unul dintre fondatorii Legiunii Arhanghelul Mihail
- Gheorghe Mureșan (n. 1971), baschetbalist
- Camil Mureșanu (1927–2015), istoric
- Victor Neumann (n. 1953), istoric și filozof al culturii
- Hermann Oberth (1894–1989), unul dintre părinții fondatori ai rachetei și astronauticii
- Ovidiu Pecican (n. 1959), scriitor, istoric și publicist
- Emil Pop (1897–1974), botanist
- Dumitru Radu Popescu (n. 1935), scriitor, prozator, dramaturg, scenarist și academician
- Vasile Pușcaș (n. 1952), profesor, diplomat și politician
- Ion Rațiu (1917–2000), politician
- Raoul Șorban (1912–2006), critic de artă, pictor, scriitor, eseist și memorialist
- Áron Tamási (1897–1966), scriitor
- Octavian Utalea (1868–1932), primar al municipiului Cluj-Napoca